# Pertusaria commutata
Pertusaria commutata är en lavart som beskrevs av Müll. Arg. Pertusaria commutata ingår i släktet Pertusaria och familjen Pertusariaceae.   Inga underarter finns listade i Catalogue of Life.